# Félix Hervé
Félix Hervé, né le 3 février 1837 à Uzel (Côtes-d'Armor) et mort le 29 juin 1904 à Paris, est un général de division français, grand-croix de la Légion d'honneur.
Officier au sein des zouaves, où il sert pendant plus de vingt-cinq ans, il se distingue lors de la conquête de l'Algérie, de la campagne d'Italie en 1859, de l'expédition du Mexique, puis au cours de la guerre franco-allemande de 1870. Général, il commande ensuite plusieurs corps d'armée, est membre du Conseil supérieur de la guerre de 1896 à 1899 et inspecteur d'armée. En 1899, alors qu'il est une des plus hautes personnalités de l'armée, il est fait grand-croix de la Légion d'honneur.

## Biographie

### Famille
Il est le fils de Joseph Marie Adrien Hervé, percepteur, et de Marie Françoise Mahé, marchande, demeurant à Uzel.

### Carrière militaire

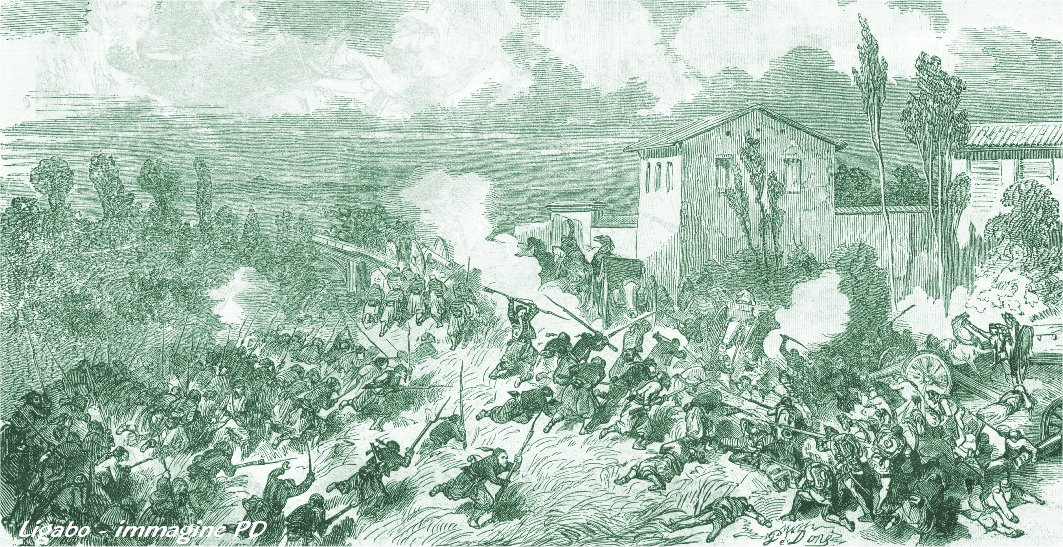
Le 3e régiment de zouaves à la bataille de Palestro

Admis à l'École spéciale militaire de Saint-Cyr en novembre 1854, sous-lieutenant en octobre 1855, il est envoyé au 3e régiment de zouaves où il va servir sans interruption pendant plus de vingt ans. 
Il fait avec ce corps la campagne de Kabylie à la suite de laquelle il devient lieutenant en août 1857, celle d'Italie en 1859 où il se distingue à la bataille de Palestro, puis, promu capitaine en 1861 celle du Mexique de 1864 à 1867. Il est nommé chevalier de la Légion d'honneur en août 1866.
Il se distingue ensuite au sein des armées du Rhin et de Châlons, lors de la guerre de 1870, au cours de laquelle il devient chef de bataillon au 3e zouaves le 20 août 1870. Sa conduite lors des batailles de Frœschwiller-Wœrth et de Sedan lui vaut d'être promu officier de la Légion d'honneur le 8 août 1871.
Il retourne ensuite en Algérie et participe à la répression de l'insurrection de 1871 en Algérie. 
En décembre 1874, il est  promu lieutenant-colonel au 1er régiment de zouaves et est envoyé en Russie pour assister aux manœuvres de 1877. Nommé colonel en avril 1878, il prend le commandement du 1er régiment de zouaves en janvier 1879 avec lequel il prend part à la campagne de Tunisie en 1881.
Le 29 janvier 1883 il devient général de brigade, puis le 7 juillet 1888 général de division. En janvier 1889, il est mis à tête de la 11e division d'infanterie, la « Division de fer », à Nancy et fait commandeur de la Légion d'honneur en juillet.
À l'issue des grandes manœuvres de 1891 en Champagne, il est appelé au commandement du 19e corps d'armée en février 1893 en Algérie et élevé à la dignité de grand officier de la Légion d'honneur le 27 décembre. En février 1895, il prend  la tête du 6e corps d'armée à Châlons-sur-Marne en remplacement du général Jamont.
En 1896, il devient membre du Conseil supérieur de la guerre et est nommé inspecteur d'armée en janvier 1898.
En 1899, le général Hervé, une des plus hautes personnalités de l'armée et une des plus respectées, est élevé à la dignité de grand-croix de la Légion d'honneur le 24 octobre.
Cette même année, au procès de son ami Paul Déroulède, qu'il a eu sous ses ordres durant la guerre de 1870, le général Hervé témoigne en sa faveur
. 
Il passe dans le cadre de réserve en 1902 et meurt à Paris le 29 juin 1904. Il est inhumé au cimetière du Montparnasse.

## Décorations
- Grand-croix de la Légion d'honneur (24 octobre 1899)
  - Grand officier le 27 décembre 1893
  - Commandeur le 8 juillet 1889
  - Officier le 8 août 1871
  - Chevalier le 15 août 1866

### Sources contemporaines
- « Hervé (Félix Jean Marie) » dans Henri Lamirault, La Grande Encyclopédie, t. 20, Lamirault, Paris, 1894, p. 23. Lire en ligne.
- Lieutenant A. Marjoulet, Historique du 3e régiment de zouaves, 1887. Lire en ligne. Félix Hervé est cité à de nombreuses reprises dans cet historique.

### Sources modernes
- Michel Wattel et Béatrice Wattel (préf. André Damien), « Hervé, Félix Jean Marie », dans Les Grand’Croix de la Légion d’honneur : De 1805 à nos jours, titulaires français et étrangers, Paris, Archives et Culture, 2009, 701 p. (ISBN 978-2-35077-135-9).